# Arbee
Arbee war eine britische Automobilmarke, die nur 1904 von Rodgers Brothers in der New Kent Road in London gefertigt wurde.
Der Motor wird mit 6 hp angegeben und trieb über ein Zweiganggetriebe die Hinterräder an. Die Werbung stellte besonders heraus, dass der Wagen einen „langsam laufenden Motor“ besaß.